# Dallara GP3/13
O Dallara GP3/13 é a segunda geração de monoposto desenvolvida pelo fabricante italiano Dallara para ser usado como o único chassi da GP3 Series, uma antiga categoria de apoio da Fórmula 1 e da GP2 Series. O GP3/13 estreou no início da temporada de 2013 em Catalunha e foi utilizado por três temporadas antes de ser substituído pelo Dallara GP3/16.